# Nyctiphrynus ocellatus lautus
El chotacabras ocelado centroamericano o atajacaminos ocelado centroamericano (Nyctiphrynus ocellatus Lautus), es una de las 2 subespecies en que se divide la especie de ave Nyctiphrynus ocellatus, conocida vulgarmente con el nombre de chotacabras ocelado, o atajacaminos ocelado.
Habita en las selvas de América Central. Es un ave nocturna con las alas largas y puntiagudas, patas cortas y pico muy corto aunque muy amplio. Su largo total es de 20 cm. El nombre de chotacabras se debe a la equivocada creencia de que chupan la leche de las cabras (chotar significa mamar). El nombre de atajacaminos se debe a la costumbre que tienen de rondar los caminos de tierra en búsqueda de insectos nocturnos.

## Hábitat y distribución
Esta subespecie vive desde Honduras, Nicaragua, hasta Costa Rica, siendo vagante en Panamá.
Habita en selvas tropicales y subtropicales.

## Costumbres
Su suave plumaje está coloreado con ocelos para camuflarse entre la hojarasca del suelo, aunque también posa en ramas elevadas. Esto les ayuda a permanecer ocultos durante el día, pues solo son activos desde el anochecer hasta el amanecer. Se alimentan predominantemente de mariposas nocturnas y otros insectos voladores grandes. Anidan en el suelo, entre la hojarasca.

## Taxonomía
Esta es una de las 2 subespecies en que se divide la especie Nyctiphrynus ocellatus, la otra es: Nyctiphrynus ocellatus ocellatus (Tschudi, 1844).